# Cecha recesywna
Cecha recesywna – cecha determinowana przez allel recesywny danego genu. Ujawnia się w fenotypie jedynie wtedy, gdy allelowi recesywnemu nie towarzyszy allel dominujący. Przykładami cech recesywnych u człowieka są np.: rude włosy, brak skłonności do łysienia, prosty nos, grupa krwi 0, skłonność do cukrzycy, niebieski kolor oczu, przylegające uszy.